# Schefflerodendron adenopetalum
Schefflerodendron adenopetalum är en ärtväxtart som först beskrevs av Paul Hermann Wilhelm Taubert, och fick sitt nu gällande namn av Hermann August Theodor Harms. Schefflerodendron adenopetalum ingår i släktet Schefflerodendron och familjen ärtväxter. Inga underarter finns listade i Catalogue of Life.